# 야마모토 사콘

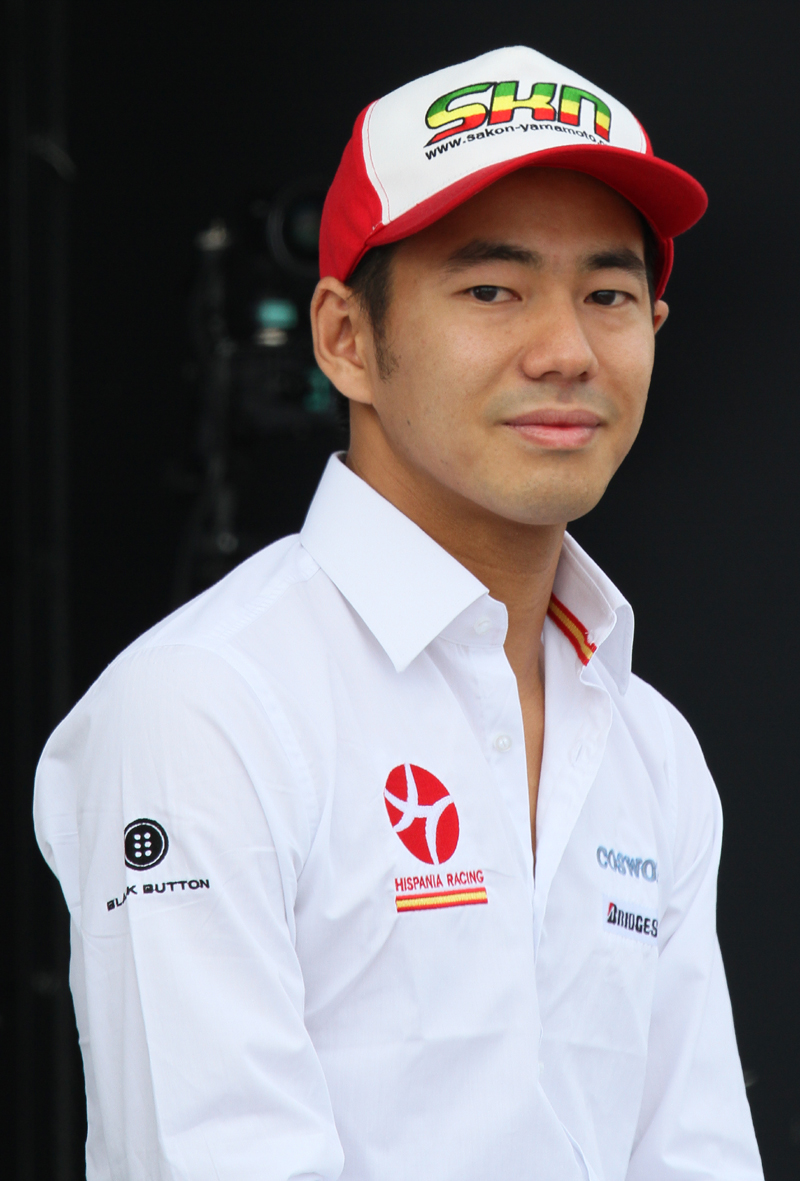

야마모토 사콘(일본어: 山本左近, 1982년 7월 9일 ~ )은 일본의 전 F1 드라이버이자 정치인이다. 2006, 2007, 2010 시즌의 F1 그랑프리에 21번 출전했다. 은퇴 후 정치에 입문하여 자유민주당 소속으로 선거에 출마, 2021년 제49회 총선에서 일본 중의원 의원으로 선출되었다.